# Are You Ready for Freddy?
Are You Ready for Freddy? è una canzone del trio hip hop americano dei Fat Boys tratto dal loro album del 1988 Coming Back Hard Again. Parti della canzone sono state rappate da Robert Englund nei panni di Freddy Krueger. La canzone è stata originariamente pubblicata nel 1988 come tema per il film A Nightmare on Elm Street 4: The Dream Master.

## Formazione
- Markie Dee - voce
- Kool Rock-Ski - voce
- Buff Love - voce
- Robert Englund - voce ospite (come Freddy Krueger)